# Thelypteris venturae
Thelypteris venturae är en kärrbräkenväxtart som beskrevs av Alan Reid Smith. Thelypteris venturae ingår i släktet Thelypteris och familjen Thelypteridaceae. Inga underarter finns listade.